# Treća liga Srbije i Crne Gore u nogometu
Treći rang nogometa SRJ/SCG od 1992. do 2006. sastojao se od nekoliko skupina Srbije i jedne Crne Gore.

Klubovi kosovskih Albanaca igrali su u prvenstvu koje nije bilo integrirano u jugoslavensko.

## O ligi
Natjecanje je nastalo 1992. godine, nakon raspada SFRJ i napuštanja ekipa iz Slovenije i Hrvatske 1991. godine, dok su one iz Bosne i Hercegovine i Makedonije napustile prvenstvo tijekom sezone 1991./92. Tako su ostale ekipe iz Vojvodine, središnje Srbije, Kosova i Crne Gore. 

Na Kosovu su samo timovi srpske manjine sudjelovali u ovom natjecanju, dok su oni iz albanske većine organizirali zasebno natjecanje koje UEFA i FIFA nisu priznali.
Dok je Crna Gora uvijek organizirala jedinstvenu ligu, Srbija je u početku bila podijeljena u 3 skupine Sjever (Vojvodina i Beograd), Zapad i Istok. 

Godine 1995. broj srpskih skupina porastao je na 6: Vojvodina i Beograd (nastale podjelom sjeverne skupine), Dunav i Morava (nastale iz zapadne skupine), Niš i Timok (nastale podjelom istočne skupine). 

Od 2004. postoje 4 skupine (što je sadašnji format srpskog 3. ranga): skupine Dunav i Morava spojile su se u skupini Zapad, a skupine Timok i Niš u skupinu Istok.
U sezonama 1996./97. i 1997./98. Srpska liga i Crnogorska liga činile su 4. rang jer je Prva liga SRJ bila podijeljena na "A" i "B", pa je i Druga liga postala 3. rang.

## Dosadašnji pobjednici
| Sezona    | SL Sjever | SL Sjever | SL Zapad | SL Zapad | SL Istok | SL Istok | Crna Gora |
| --------- | --- | --- | --- | --- | --- | --- | --- |
| 1992./93. | Čukarički Beograd | Čukarički Beograd | Badnjevac | Badnjevac | Topličanin Prokuplje | Topličanin Prokuplje | Lovćen Cetinje |
| 1993./94. | Hajduk Beograd | Hajduk Beograd | Budućnost Valjevo | Budućnost Valjevo | Železničar Niš | Železničar Niš | Iskra Danilovgrad |
| 1994./95. | Železnik Beograd | Železnik Beograd | Radnički Kragujevac | Radnički Kragujevac | Jedinstvo Paraćin | Jedinstvo Paraćin | Mornar Bar |
|           | SL Vojvodina | SL Beograd | SL Dunav | SL Morava | SL Timok | SL Niš | |
| 1995./96. | Solunac Karađorđevo | Palilulac Beograd | Sartid Smederevo | Arsenal Kragujevac | Radnički Pirot | Sinđelić Niš | Igalo |
| 1996./97. | Mladost Apatin | Milicionar Beograd | Mladost S. Palanka | Sloga Kraljevo | Napredak Kušiljevo | Vučje | Berane |
| 1997./98. | ČSK Čelarevo | Kolubara Lazarevac | Železničar Lajkovac | Bane Raška | Jedinstvo Paraćin | Viner Broker | Zeta Golubovci |
| 1998./99. | Dana 24. ožujka 1999. započelo je NATO-ovo bombardiranje SR Jugoslavije, što je dovelo do prekida sezone 1998./99. te ona nikada nije dovršena. | Dana 24. ožujka 1999. započelo je NATO-ovo bombardiranje SR Jugoslavije, što je dovelo do prekida sezone 1998./99. te ona nikada nije dovršena. | Dana 24. ožujka 1999. započelo je NATO-ovo bombardiranje SR Jugoslavije, što je dovelo do prekida sezone 1998./99. te ona nikada nije dovršena. | Dana 24. ožujka 1999. započelo je NATO-ovo bombardiranje SR Jugoslavije, što je dovelo do prekida sezone 1998./99. te ona nikada nije dovršena. | Dana 24. ožujka 1999. započelo je NATO-ovo bombardiranje SR Jugoslavije, što je dovelo do prekida sezone 1998./99. te ona nikada nije dovršena. | Dana 24. ožujka 1999. započelo je NATO-ovo bombardiranje SR Jugoslavije, što je dovelo do prekida sezone 1998./99. te ona nikada nije dovršena. | Dana 24. ožujka 1999. započelo je NATO-ovo bombardiranje SR Jugoslavije, što je dovelo do prekida sezone 1998./99. te ona nikada nije dovršena. |
| 1999./00. | Mladost Lukićevo | Bežanija Beograd | Jedinstvo Ub | Zastava Kragujevac | Rudar Bor | Železničar Niš | Iskra Danilovgrad |
| 2000./01. | Veternik Novi Sad | Mladenovac | Radnički Klupci | Polet Ljubić | Građanski Svilajnac | Radnički Pirot | Mornar Bar |
| 2001./02. | Elan Srbobran | Dorćol Beograd | Budućnost Valjevo | Metalac G. Milanovac | Timok Zaječar | Car Konstantin Niš | Kom Podgorica |
| 2002./03. | Proleter Zrenjanin | Bežanija Beograd | Jedinstvo Ub | Novi Pazar | Morava Ćuprija | Vlasina Vlasotince | Grbalj Radanovići |
|           | | | SL Zapad | SL Zapad | SL Istok | SL Istok | |
| 2003./04. | Spartak Subotica | Voždovac Beograd | Mladost Lučani | Mladost Lučani | Kosanica Kuršumlija | Kosanica Kuršumlija | Dečić Tuzi |
| 2004./05. | Glogonj | Mladenovac | Radnički Kragujevac | Radnički Kragujevac | Radnički Pirot | Radnički Pirot | Zora Spuž |
| 2005./06. | Inđija | BSK Borča | Mladost Lučani | Mladost Lučani | Dinamo Vranje | Dinamo Vranje | Berane |

## Poveznice
- Prva liga Srbije i Crne Gore
- Kup Srbije i Crne Gore u nogometu
- Druga liga Srbije i Crne Gore
- Prva crnogorska liga
- Prva liga Srbije
- 3. ligaški rang SFRJ